# Aoueinat Ezbel
Aoueinat Ezbel este o comună din departamentul Djiguenni, Regiunea Hodh Ech Chargui, Mauritania, cu o populație de 6.873 locuitori.